# Онг Бун
Онг Бун (лаос. ອົງບຸນ; пом. 28 листопада 1781), також Бунсан або Сайя Сеттатірат III — третій володар королівства В'єнтьян.

## Біографія
Був другим сином короля Сеттатірата II та молодшим братом короля Онг Лонга. Зайняв трон після смерті останнього 1767 року.
На той момент В'єнтьян був васалом Бірми. Бірманський король розглядав В'єнтьян як базу для подальшого розширення своїх кордонів на схід, тому сіамський правитель Таксин вирішив зіграти на випередження та вдерся до лаоських володінь. 1778 року сіамська армія під командуванням Буддха Йодфа Чулалоке (у майбутньому — Рама I) підступила до столиці. Після чотиримісячної облоги місто було захоплено.
Онг Бун був змушений тікати до джунглів, але зрештою вирішив підкоритись сіамцям. Відтоді В'єнтьян потрапив у залежність від Сіаму. Більшість дітей Онг Буна, зокрема синів Нантасена, Інтавонґа, Анувонґа та дочку Кхамваєн, було вивезено до Тонбурі як заручників. Згодом Кхамваєн стала наложницею Рами I.
Однак 1780 року Онг Бун підбурив повстання проти сіамської влади, він убив призначеного сіамцями губернатора, але в листопаді 1781 року його схопили та стратили.